# Santiago Guzmán
Pour les articles homonymes, voir Guzmán.
Pas d'image ? Cliquez ici

a Compétitions nationales et continentales officielles uniquement.

b Matchs officiels uniquement.
Dernière mise à jour le 26 avril 2020.
Santiago Guzmán, né le 11 janvier 1989 à San Miguel de Tucumán, est un joueur argentin de rugby à XV. Il évolue au poste de deuxième ligne.

## Carrière
En mai 2010, il est sélectionné parmi un groupe de 40 joueurs pour participer à la tournée d'été avec les Pumas. Auparavant, il est capitaine de l'équipe d'Argentine U20 (Los Pumitas). Il signe au Stade Français en juin 2010, avant de retourner en Argentine à cause de problèmes de santé